# ایو سن لوران (برند)
ایو سن لوران (فرانسوی Yves Saint Laurent؛ به اختصار: YSL) خانه مد لوکس فرانسوی است که توسط ایو سن لوران و شریک او پیر برژ تأسیس شد.این برند به تولید پوشاک آماده، اوت کوتور، لوازم جانبی چرمی و کفش تخصص یافته و خط لوازم آرایشی آن YSL Beauty متعلق به لورئال است.
این برند که در سال ۱۹۶۱ تأسیس شده‌است یکی از برجسته‌ترین و مهمترین مزون‌های مد دنیا محسوب می‌شود و با پوشاک مدرن و متفاوتی مانند کت‌های تاکسیدو برای زنان معروف شده‌است. امروزه برند سن لوران پاریس تولیدات فراوانی از جمله پوشاک آماده برای زنان و مردان، محصولات چرم، کفش و جواهرات تهیه می‌کند.